# Liste von Malern/C
Die folgende Liste führt möglichst umfassend Maler aller Epochen auf.
Die Liste ist soweit vorhanden alphabetisch nach Nachnamen geordnet.

## Ca… bis Cal…
Cabanel, Alexandre (1823–1889), Frankreich, Akademische Kunst
Cabat, Louis (1812–1893), Frankreich
Cabezón, Isaías (1891–1963), Chile
Cabianca, Vincenzo (1827–1902)
Cadmus, Paul (1904–1999), USA, Magischer Realismus
Caffi, Margherita (um 1650–1710), Italien
Cagnacci, Guido (1601–1663), Italien, Barock
Cagnaccio di San Pietro (1897–1946), Italien
Cahn, Marcelle (1895–1981), Frankreich
Caillebotte, Gustave (1848–1894), Frankreich, Impressionismus
Cairo, Francesco, gen. il Cavalier del Cairo (1607–1665), Italien (Lombardei, Piemont)
Caivano, Ernesto (* 1972), Spanien
Cajés, Eugenio (auch: Caxés; 1574–1634), Spanien
Calame, Alexandre (1810–1864), Schweiz
Calame, Ingrid (* 1965), USA
Calandrucci, Giacinto (1646–1707), Sizilien
Calau, Friedrich August (1769–1828), Deutschland
Calcar, Jan Stephan van (um 1499–1546/50), Deutschland, Renaissance
Caldenbach, Martin (um 1470–1518), gen. Hess
Calderara, Antonio (1903–1978), Italien, Moderne
Calderon, Philip Hermogenes (1833–1898), England
Callande de Champmartin, Charles-Émile (1797–1883), Frankreich
Callcott, Sir Augustus Wall (1779–1844), Großbritannien
Callot, Jacques (um 1592–1635), Frankreich, Barock/Manierismus, Radierer
Calonne, Jacques (1930–2022), Belgien
Calvaert, Denys (1540–1619), Niederlande, Renaissance
Calvert, Edward (1799–1883), Großbritannien
Calzolari, Pier Paolo (* 1943), Italien

## Cam… bis Cap…
Camaro, Alexander (1901–1992), Deutschland
Camassei, Andrea (1602–1649), Italien
Cambiaso, Luca (1527–1585), Italien
Camenisch, Paul (1893–1970), Schweiz
Camerino, Carlo di (um 1396–), Italien
Cameron, David Young (1865–1945)
Cammarano, Giuseppe (1766–1850), Italien
Cammarano, Michele (1835–1920)
Cammerloher, Carl Moritz Österreich (1882–1945)
Camoin, Charles (1879–1965), Frankreich
Campagnola, Domenico (um 1500–1564), Italien
Campaña, Pietro de (Pieter de Kempeneer; 1503–1580), Niederlande
Campendonk, Heinrich (1889–1957), Deutschland
Camphausen, Wilhelm (1818–1885), Deutschland
Camphuysen, Govert (1623/24–1672)
Camphuysen, Rafaël Govertszoon (1597–1657), Niederlande
Campi, Antonio (um 1523–1587), Italien
Campi, Bernardino (um 1522–1591), Italien
Campi, Daisy (1893–1979), Deutschland
Campi, Galeazzo (um 1470–1536), Italien
Campi, Giulio (um 1500–1572), Italien
Campi, Vincenzo (um 1535–1591), Italien
Campigli, Massimo (Max Ihlenfeld; 1895–1971), Deutschland
Campin, Robert (um 1375–1444)
Camprobín, Pedro de (1605–1674), Spanien (Sevilla)
Camps i Junyent, Gaspar (1874–1942), Spanien
Camuccini, Vincenzo (1771–1844), Italien
Can, Kun (1612–1671), China
Canaletto (Giovanni Antonio Canal; 1697–1768), Italien
Candid, Peter (Pieter de Witte; um 1548–1628), Flandern
Cano, Alonso (1601–1667), Spanien
Canogar, Rafael (* 1935), Spanien
Canon, Hans (1829–1885), Österreich
Cantarini, Simone (1612–1648), Italien
Canuti, Domenico Maria (1626–1684), Italien
Capanna, Puccio (um 1310–um 1350), Italien
Čapek, Josef (1887–1945), Tschechien
Capet, Marie-Gabrielle (1761–1818), Frankreich
Capogrossi, Giuseppe (1900–1972), Italien
Caporali, Bartolomeo (um 1420–1505)
Cappelle, Jan van de (1626–1679), Niederlande
Capri, Girolamo da auch: Girolamo de'Sellari (1501–1556)
Caprile, Vincenzo (1856–1936), Italien

## Cara… bis Carp
Carabain, Jacques (1834–1933), Niederlande, Belgien
Caracciolo, Giovanni Battista, genannt: Battistello (1578–1637), Italien
Caraglio, Gian Giacomo (1500–1570), Italien
Caravaggio, Michelangelo Merisi da (1571–1610), Italien
Caravaggio, Polidoro da (um 1490/1500–1541/43), Italien
Caravaque, Louis (1684–1754), Frankreich
Carducho, Bartolomé (1560–1608), Italien
Carducho, Vicente (1576–1638), Italien
Carelsz. gen. Fabritius, Pieter (1598–1653), Niederlande
Cariani, Giovanni (Giovanni de'Busi; 1485/90–1531), Italien
Carles, Arthur Beecher (1882–1952)
Carlevarijs, Luca (1663–1730), Italien
Carlone, Carlo Innocenzo (um 1686–1775), Italien
Carlone, Giovanni, Genua (um 1590–1630), Italien
Carlone, Giovanni, Rovio (1636–1713), Italien
Carlone d. J., Giovanni Andrea (1639–1697)
Carlone, Giovanni Battista (um 1594–1677), Italien
Frei Carlos (16. Jahrhundert), Flandern/Portugal
Carlsund, Otto Gustaf (1897–1948), Schweden
Carneo, Antonio (1637–1692), Italien
Carnicero, Antonio (1748–1814)
Carnocali, Giovanni (1804–1873), Italien
Carolus-Duran, Émile Auguste (1837–1917)
Carolus-Duran, Pauline (1839–1912)
Caron, Antoine (um 1521–1599), Frankreich
Caroselli, Angelo (1585–1652), Italien
Caroto, Giovanni Francesco (um 1480–1546), Italien
Carpaccio, Vittore (um 1455–1526), Italien
Carpeaux, Jean-Baptiste (1827–1875), Frankreich
Carpenter, Margaret Sarah (1793–1872), Großbritannien
Carpenter, Merlin (* 1967)
Carpenter, Percy (1820–1895), Großbritannien
Carpenter, William (1818–1899), Großbritannien
Carpi, Antonio Maria da (nachweisbar von 1495 bis 1504), Italien
Carpi, Girolamo da (1501–1556), Italien

## Carr bis Cax…
Carr, Emily (1871–1945)
Carrà, Carlo (1881–1966), Italien
Carracci, Agostino (1557–1602), Italien
Carracci, Annibale (1560–1609), Italien
Carracci, Ludovico (1555–1619), Italien
Carrand, Louis-Hilaire (1821–1899), Frankreich
Carreño de Miranda, Juan (1614–1685)
Carriera, Rosalba (1675–1757), Italien
Carrière, Eugène (1849–1906), Frankreich
Carrington, Leonora (1917–2011), Großbritannien/Mexiko
Carrizosa de Castro, Luis Enrique (* 1928)
Carroll, John Wesley  (1892–1959), USA
Carstens, Asmus Jakob (1754–1798), Deutschland
Carstens, Friedrich Christian (1762–1798), Deutschland
Carstensen, Claus (* 1957), Dänemark
Carus, Carl Gustav (1789–1869), Deutschland
Casagrande, Peter (* 1946), Deutschland
Casanova, Francesco (1727–1803), Italien
Casanova, Giovanni Battista (1730–1795), Italien
Casanova, Jean-Laurent (* 1963), Frankreich
Casas i Carbó, Ramon (1866–1932), Spanien
Caselli, Cristoforo (1461–1521), Italien
Casolani, Ilario (1588–1661), Italien
Casorati, Felice (1883–1963), Italien
Caspar, Annette (1916–2008), Deutschland, England
Caspar, Karl (1879–1956), Deutschland
Caspar-Filser, Maria (1878–1968), Deutschland
Cassana, Giovanni Agostino (um 1660–1720), Italien
Cassana, Giovanni Francesco (um 1611–1690), Italien
Cassana, Nicolò (1659–1711), Italien
Cassatt, Mary (1844–1926), USA
Cassel, Pol (1892–1945), Deutschland
Cassel, Will (1927–2023), Deutschland
Cassinari, Bruno (1912–1992), Italien
Castagno, Andrea del (um 1418–1457), Italien
Castaigne, André (1861–1929), Frankreich
Castellani, Enrico (1930–2017), Italien
Castellanos, Julio (1905–1947), Mexico
Castelli, Luciano (* 1951), Schweiz
Castello, Bernardo (1557 ?–1629), Italien
Castello, Giambattista (1509–1569), Italien
Castello, Valerio (1624–1659), Italien
Castiglione, Giovanni Benedetto (um 1610–1665)
Castiglione, Giuseppe (1688–1766), Italien
Castillo, Agustín del (1565–1626), Spanien
Castillo, Jorge (* 1933), Spanien
Castillo, José del (1737–1793)
Castillo, Juan del (1584–1640), Spanien
Castillo y Saavedra, Antonio del (1616–1668), Spanien
Castro, Sergio de (1922–2012)
Catalano, Antonio (1560–1630), Italien
Catel, Franz (1778–1856), Deutschland
Catena, Vincenzo (um 1480–1531), Italien
Catlin, George (1796–1872), USA
Cauer, Hans (1870–1900), Deutschland
Caulfield, Patrick (1936–2005), England
Caur, Arpana (* 1954), Indien
Cavael, Rolf (1898–1979), Deutschland
Cavalier d’Arpino, eigentl.: Cesari, Giuseppe (1568–1640), Italien
Cavallini, Pietro (um 1250 bis nach 1330), Italien
Cavallino, Bernardo (1616–1656), Italien
Cavazza, Pier Francesco (1675–1755), Italien
Cavazzola, Paolo (1486/88–1522)
Cavedone, Giacomo (1577–1660)
Caxés, Eugenio (auch: Cajés; 1574–1634), Spanien

## Ce… bis Ch…
Ceccarelli, Naddo (um 1320–?), Italien
Cederström, Gustaf (1845–1933), Schweden
Celentano, Bernardo (1835–1863), Italien
Celesti, Andrea (1637–1712), Italien
Cennini, Cennino (um 1370–um 1440), Italien
Čepelák, Ladislav (1924–2000), Tschechien
Cerezo der Jüngere, Mateo (um 1626–1666), Spanien
Čermák, Jaroslav (1830–1878), Tschechien
Cerquozzi, Michelangelo (1602–1660), Italien
Ceruti, Giacomo (1698–1767), Italien
Cesari, Giuseppe, gen. Cavalier d’Arpino (1568–1640), Italien
Céspedes, Pablo de (um 1538–1608), Spanien
Cézanne, Paul (1839–1906), Frankreich
Chabaud, Auguste (1882–1955), Frankreich
Chabot, Henk (1894–1949)
Chabrian, Deborah L. USA
Chagall, Marc (1887–1985)
Chaissac, Gaston (1910–1964), Frankreich
Chalons, Simon de (um 1500/10–1561/62)
Champaigne, Philippe de (1602–1674)
Chandra, Avinash (1931–1991), Indien
Charchoune, Sergej (1888–1975)
Chardin, Gabriel Gervais (1814–1907), Frankreich
Chardin, Jean Siméon (1699–1779), Frankreich
Charlemont, Hugo (1850–1939), Österreich
Charlet, Nicolas-Toussaint (1792–1845), Frankreich
Charlton, Alan (* 1948)
Charonton, Enguerrand (um 1410–1461), Frankreich
Charpentier, Constance Marie (1767–1849)
Chartran, Théobald (1849–1907), Frankreich
Chaschnik, Ilja (1902–1929)
Chase, William Merritt (1849–1916), USA
Chassériau, Théodore (1819–1856), Frankreich
Claude-Louis Châtelet (1753–1795), Frankreich
Chávez, Gerardo (1937–2025), Peru
Chávez Morado, José (1909–2002)
Chen Chun (1483–1544), China
Chen Hongshou (1598–1652), China
Chen Jiru (1558–1639), China
Chéret, Jules (1836–1932), Frankreich
Cheung, Gordon (* 1975)
Chevalier, Peter (* 1953), Deutschland
Chia, Sandro (* 1946), Italien
Chialli, Vincenzo (1787–1840)
Chiari, Giuseppe Bartolomeo (1654–1727), Italien
Childs, Bernard (1910–1985), USA
Chimenti, Jacopo (Jacopo da Empoli; 1551–1640)
Chirico, Giorgio de (1888–1978)
Chirnoagă, Marcel (1930–2008), Rumänien
Chittussi, Antonín (1847–1891), Tschechien
Chizik, Paul (* 1957), Kanada
Chmielorz, Rilo (* 1954)
Chodowiecki, Daniel (1726–1801)
Choris, Ludwig (1795–1828)
Choultsé, Ivan Fedorovich (Russe, 1877–1932)
Christensen, Dan (* 1942)
Christineck, Carl Ludwig Johann (Russland-Deutschland, 1732/3–1792/94)
Christl, Adolf (1891–1974)
Christoforou (* 1921)
Christoph, Hans (1901–1992), Deutschland
Christus, Petrus (von 1410/20 bis 1472/73), Niederlande
Christy, Howard Chandler (1872–1952), USA
Chromy, Anna (1940–2021), Tschechische Republik
Churberg, Fanny (1845–1892), Finnland
Church, Frederic Edwin (1826–1900), USA
Chwala, Adolf (1836–1900), Böhmen, Österreich

## Ci… bis Cl…
Ciardi, Guglielmo (1842–1917), Italien
Ciccarelli, Alejandro (1811–1879), Italien/Chile
Cignani, Carlo (1628–1719), Italien, Barock
Cignani, Felice (1660–1724), Italien, Rokoko
Cignaroli, Gianbettino (1706–1770), Italien
Cigoli, Lodovico (1559–1613), Italien, Barock
Cima da Conegliano (um 1459–1517/18), Italien, Frührenaissance
Cimabue (um 1240 bis nach 1302), Italien, Byzantinismus
Cione, Jacopo di (1325–1390), Italien
Cione, Nardo di (um 1320–1366), Italien
Cipár, Miroslav (* 1935)
Cipriani, Giovanni Battista (1727–1785), Italien
Circignani, Antonio, genannt Pomarancio (um 1567-ca. 1630), Italien
Circignani, Niccolò, genannt Pomarancio (um 1530-ca. 1598), Italien
Citroen, Paul (1896–1983), Niederlande
Čiurlionis, Mikolajus Konstantinas (1875–1911), Litauen, Symbolismus
Ciuca, Eugen (1913–2005), Rumänien/USA
Civerchio, Vincenzo (1468–1544), Italien
Cizek, Frantz (1865–1946), Australien
Claesz, Pieter (1597/98–1661), Niederlande, Barock
Clarenbach, Max (1880–1952), Deutschland, Düsseldorfer Malerschule
Clark, Lygia (1920–1988), Brasilien
Claus, Emile (1849–1924), Belgien
Claus, Hugo (1929–2008), Niederlande
Claus, Jürgen (1936), Deutschland, Medienkunst, Solarkunst, Unterwasserkunst
Clausen, Sir George (1852–1944), Großbritannien
Clavé, Antoni (1913–2005), Spanien, Abstrakte Kunst
Clemente, Francesco (* 1952), Italien/USA, Postmoderne
Clerck, Hendrik de (um 1570–1629/30), Niederlande, Barock
Cleve, Joos van (um 1485–1540/41), Niederlande, Renaissance
Cleve, Joos van der Beke (1520–1569), Niederlande
Cliffe, Henry (1919–1983), England
Clodt von Jürgensburg, Michail (1833–1902), Russisches Kaiserreich
Close, Chuck (1940–2021), USA, Fotorealismus
Clouet, François (um 1510–1572), Frankreich, Manierismus
Clouet, Jean (um 1480–1540/41), Frankreich
Clovio, Giulio Giulio (1498–1578), Kroatien/Italien, Venezianischer Miniaturismus
Cluysenaar, Alfred (1837–1902), Belgien
Cluysenaar, André (1872–1939), Belgien
Cluysenaar, John (1899–1986), Belgien, Vereinigtes Königreich

## Cob… bis Coq…
David Cobb (1921–2014), Großbritannien
Cobet, Fritz (1885–1963)
Cochin, Louise-Madeleine (1686–1767), Frankreich
Cochin, Nicolas (1610–1686), Frankreich
Cochin der Ältere, Charles-Nicolas (1688–1754), Frankreich
Cochin der Jüngere, Charles-Nicolas (1715–1790), Frankreich
Cock, Hieronymus (1510–1570), Niederlande
Cock, Jan Wellens de (1475/80–1527/28), Flandern
Codazzi, Niccolò, auch Niccolò Viviani (1642–1693), Italien
Codazzi, Viviano (um 1603/1604–1670), Italien
Codde, Pieter (1599–1678), Niederlande, Barock
Codecasa, Louise (1856–1933), Ungarn, Österreich, Deutschland
Codman, Charles (1800–1842), USA
Coecke van Aelst, Pieter (1502–1550), Niederlande, Spätrenaissance
Coello, Claudio (1642–1693), Spanien, Barock
Coffermans, Marcellus (1524/25–1581), Spanische Niederlande
Cogniet, Léon (1794–1880), Frankreich
Cohen, Bernard (* 1933), Großbritannien
Cohen, Harold (1928–2016), Großbritannien
Coignard, James (1925–2008), Frankreich
Çokay, Nevin (1930–2012), Türkei
Cole, Thomas (1801–1848), Großbritannien/USA, Hudson River School
Coleman, Glenn O. (1887–1932), USA
Colescott, Robert (1925–2009), USA
Collantes, Francisco (1599–1656), Spanien, Barock
Colle, Raffaellino del (1490–1566), Italien
Collignon, Georges (* 1923), Belgien
Collin de Vermont, Hyacinthe (1693–1761), Frankreich
Collins, Charles Allston (1828–1873), Großbritannien, Präraffelismus
Collins, William (1788–1847), Großbritannien, Romantik
Collinson, James (1825–1881), Großbritannien, Präraffelismus
Collot d’Herbois, Liane (1907–1999), Großbritannien
- Colomba, Giovanni Battista (1638–1693), Schweiz

Colomba, Luca Antonio (1674–1737), Schweiz
Colombe, Jean (Mitte 15. Jh. bis 1529), Frankreich
Colton, Mary-Russell Ferrell (1889–1971), USA, Moderne
Colville, Alex (1920–2013), Kanada, Magischer Realismus
Comandè, Giovanni Simone (1580–1634), Italien
Combas, Robert (* 1957)
Compton, Edward Theodore (1849–1921), England/Deutschland, Alpenmaler
Conca, Sebastiano (1680–1764), Italien, Barock
Conca, Tommaso (1734–1822), Italien
Condé, Miguel (* 1939), USA
Conder, Charles (1868–1909), Großbritannien/Australien
Condo, George (* 1957), USA
Coninxloo, Gillis van (1544–1607), Niederlande, Spätrenaissance
Conrad, Carl Emanuel (1810–1873), Deutschland
Constable, John (1776–1837), Großbritannien, Romantik
Constant (1920–2005), Niederlande
Constantin, Jean-Antoine (1756–1844), Frankreich
Conte, Jacopino del (1510–1598), Italien
Conti, Francesco (1682–1760), Italien, Barock
Coombs, Delbert Dana (1850–1938), USA
Cooper, Ron (* 1943), USA
Cooper, Samuel (1609–1672), England, Manierismus
Cooper, Thomas Sidney (1803–1902), England, Landschafts- u. Tiermalerei
Coorte, Adriaen (um 1660 bis 1707), Niederlande
Copley, John Singleton (1738–1815), USA,
Copley, William Nelson (1919–1996), USA, Abstrakter Expressionismus
Coppo di Marcovaldo (um 1225/30 bis nach 1274), Italien
Coques, Gonzales (1614–1684), Niederlande, Barock

## Cor… bis Coz…
Cordes, Johann Wilhelm (1824–1869), Deutschland
Corenzio, Belisario (1558–1646), Griechenland (Neapel)
Corinth, Lovis (1858–1925), Deutschland
Cormon, Fernand (1845–1924), Frankreich
Corneille (Cornelis Guillaume van Beverloo, 1922–2010)
Corneille d. Ä., Michel (um 1602–1664)
Corneille de Lyon (Corneille de La Haye; um 1500 bis nach 1574)
Cornelisz, Cornelis (Cornelis van Haarlem; 1562–1638), Niederlande
Cornelisz. van Oostsanen, Jacob (vor 1470–1533), Niederlande
Cornelius, Aloys (1748–1800), Deutschland
Cornelius, Peter von (1783–1867), Deutschland
Cornell, Joseph (1903–1972), USA
Cornell, Thomas (* 1937)
Corona, Leonardo (1561–1605)
Corot, Jean-Baptiste Camille (1796–1875), Frankreich
Corpora, Antonio (1909–2004)
Correggio, Antonio da (Antonio Allegri; um 1489–1534), Italien
Cort, Cornelis (1533–1578), Niederlande
Cortona, Pietro da (1596–1669), Italien
Corvi, Domenico (1721–1803), Italien
Coschell, Moritz (1872–1943), Österreich
Cosimo, Piero di (1461/1462–1521), Italien
Cossa, Francesco del (1435/36–1477/78), Italien
Cossiers, Jan (1600–1671)
Costa, Franco (1934–2015), Italien
Costa, Lorenzo (um 1460–1535), Italien
Costa, Nino (1826–1903), Italien
Costa Olga (1913–1993), Mexiko
Costetti, Giovanni (1874–1949), Italien
Cotán, Sánchez (1560–1627), Spanien
Cote, Allan (* 1937)
Cotelle d. J., Jean (1642–1708)
Coter, Colijn de (1450–1539/40), Flandern
Cotes, Francis (1726–1770), England
Cotman, John Sell (1782–1842), England
Cottet, Charles (1863–1925), Frankreich
Cottingham, Robert (* 1935), USA
Counet, Louis (1652–1721), Belgien
Courbet, Gustave (1819–1877), Frankreich
Courtin, Pierre (1921–2012), Frankreich
Courtois, Guillaume (1628–1679), Italien
Courtois, Jacques (1621–1675), Italien
Courtois, Jean-Pierre (17. Jahrhundert)
Cousin d. Ä., Jean (um 1490–1560), Frankreich
Cousin d. J., Jean (um 1522 bis nach 1594),  Frankreich
Coustou d. Ä., Guillaume (1677–1746), Frankreich
Coutts, Jan
Couture, Thomas (1815–1879), Frankreich
Covert, John (1882–1960), USA
Cox, David (1783–1859), England
Cox, Jan (1919–1980), Belgien
Coxcie, Michiel (1499–1592), Flandern
Coypel, Antoine (1661–1722), Frankreich
Coypel, Charles-Antoine (1694–1752), Frankreich
Coypel, Noël (1628–1707), Frankreich
Coypel, Noël-Nicolas (1690–1734), Frankreich
Cozzarelli, Giacomo (1453–1515), Italien
Cozzarelli, Guidoccio (1450–1517), Italien
Cozens, Alexander (um 1717–1786)
Cozens, John Robert (1752–1797), England

## Cr… bis Cz…
Craesbeeck, Joos van (um 1605 – 1654/61), Flandern
Craig-Martin, Michael (* 1941), Irland
Cramolini, Eduard (1807–1881), Österreich
Cranach, Augustin (1554–1595), Deutschland
Cranach, Hans (1513–1537), Deutschland
Cranach der Ältere, Lucas (1472–1553), Deutschland
Cranach der Jüngere, Lucas (1515–1586), Deutschland
Cranach III., Lucas (1586–1645), Deutschland
Crane, Walter (1845–1915), England
Crawford, Ralston (1906–1975)
Crayer, Gaspar de (1584–1669), Niederlande
Crebas, Cristine (* 1962)
Credi, Lorenzo di (1459–1537), Italien
Cremer, Fritz (1906–1993), Deutschland
Cremona, Tranquillo (1837–1878), Italien
Cremonini, Leonardo (1925–2010), Italien
Crescenzio, Antonello (1476–1542), Italien
Crespi, Daniele (1597–1630), Italien
Crespi, Giovanni Battista (il Cerano; 1573–1632), Italien
Crespi, Giuseppe Maria (lo Spagnuolo; 1665–1747), Italien
Cresti, Domenico, genannt Il Passagniano, (1559–1638), Italien
Creti, Donato (1671–1749), Italien
Crippa, Roberto (1921–1972), Italien
Criscuolo, Giovan Filippo (zwischen ca. 1529 und 1550 in und um Neapel), Italien
Criscuolo, Mariangela (* 1548? in Neapel), siehe unter: Criscuolo, Giovan Filippo
Cristofori, Antonio (1701–1737), Italien
Crivelli, Carlo (* zwischen 1430 und 1435 in Venedig; † 1500), Italien
Crivelli, Vittore (um 1440 – 1501/02), Italien
Croce, Baldassare (Baldassarino; 1558–1628), Italien
Crocifissi, Simone di (um 1330 – 1399), eigentlich: Simone di Filippo Benvenuti, Italien
Crodel, Charles (1894–1973), Deutschland
Crofts, Ernest (1847–1911), England
Croissant, August (1870–1941), Deutschland
Croissant, Eugen (1898–1976), Deutschland
Croissant, Hermann (1897–1963), Deutschland
Crola, Elise (1809–1878) und Georg Heinrich (1804–1879), Deutschland
Crola, Hugo (1841–1910), Deutschland
Crome, John (1768–1821), England
Crosato, Giambattista (auch: Giovanni Battista Crosato; 1697–1758), Italien (Venedig, Turin)
Cross, Henri Edmond (1856–1910), Frankreich
Crotti, Jean (1878–1958)
Crotty, Thomas (* 1954)
Cruikshank, George (1792–1878), England
Crumière, Victor (1895–1950), Frankreich
Cruz-Diez, Carlos (1923–2019), Venezuela
Csók, István (1865–1961)
Csontváry, Tivadar Kosztka (1853–1919), Slowakei
Cucchi, Enzo (* 1949), Italien
Cueco, Henri (* 1929)
Cuerten, Gregor (* 1947)
Cui Bai (11. Jahrhundert), China
Cuixart, Modest (1925–2007), Spanien
Cullen, Maurice Galbraith (1866–1934), Kanada
Cuming, Rebecca (* 1956)
Curia, Francesco (Mitte 16. Jh. – 1608), Italien
Currie-Bell, Thomas (1873–1946)
Currin, John (* 1962), USA
Curry, John Steuart (1897–1946)
Curry, Robert F. (1872–1945)
Curtis, Bob (1925–2009), USA
Curtis, Ralph Wormeley (1854–1922), USA
Cuylenburg, Abraham van (um 1610 – 1658), Niederlande
Cuyp, Aelbert (1620–1691), Niederlande
Cuyp, Benjamin Gerritsz. (1612–1652), Niederlande
Cuyp, Jacob Gerritsz. (1594–1652), Niederlande
Czóbel, Béla (1883–1976), Ungarn